# Шевалле, Клод
Клод Шевалле́ (фр. Claude Chevalley; 11 февраля 1909, Йоханнесбург, Трансвааль, ныне ЮАР — 28 июня 1984, Париж) — французский математик, один из основателей группы Бурбаки.
Родился в семье французского дипломата. Окончил Высшую нормальную школу, где был учеником Эмиля Пикара, затем был учеником немецких математиков Эмиля Артина и Гельмута Хассе. В 1939—1954 годах работал в США в Принстонском, затем — в Колумбийском университете. Хотя Шевалле и получил американское гражданство, потом возвратился во Францию. Основные работы — в области алгебраической теории чисел, теории полей классов), алгебраической геометрии (прежде всего — теории линейных алгебраических групп), теории конечных групп и теории групп Ли.
Математические методы Шевалле отличались крайней абстрактностью. Известна история, когда его и Зарисского попросили определить, что такое линия, Зарисский подошёл к доске и начертил некую линию, а затем подошёл Шевалле и написал: {\displaystyle F(x,y)=0}.

## Книги на русском языке
- Шевалле К. Теория групп Ли. — Т. 1. — М.: ИЛ, 1948.
- Шевалле К. Теория групп Ли. — Т. 2. — М.: ИЛ, 1958.
- Шевалле К. Теория групп Ли. — Т. 3. — М.: ИЛ, 1958.
- Шевалле К. Введение в теорию алгебраических функций от одной переменной. — М.: Физматгиз, 1959.